# SS America (1940)
El SS America fue un lujoso transatlántico de la compañía naviera estadounidense United States Lines construido en 1940. Fue considerado el mayor buque de pasajeros jamás construido en los EE. UU. hasta entonces. Tuvo muchos nombres desde su construcción hasta su naufragio en 1994. Con 49 metros de eslora menos que el RMS Titanic, fue uno de los barcos más grandes y lujosos de Norteamérica.

## Construcción

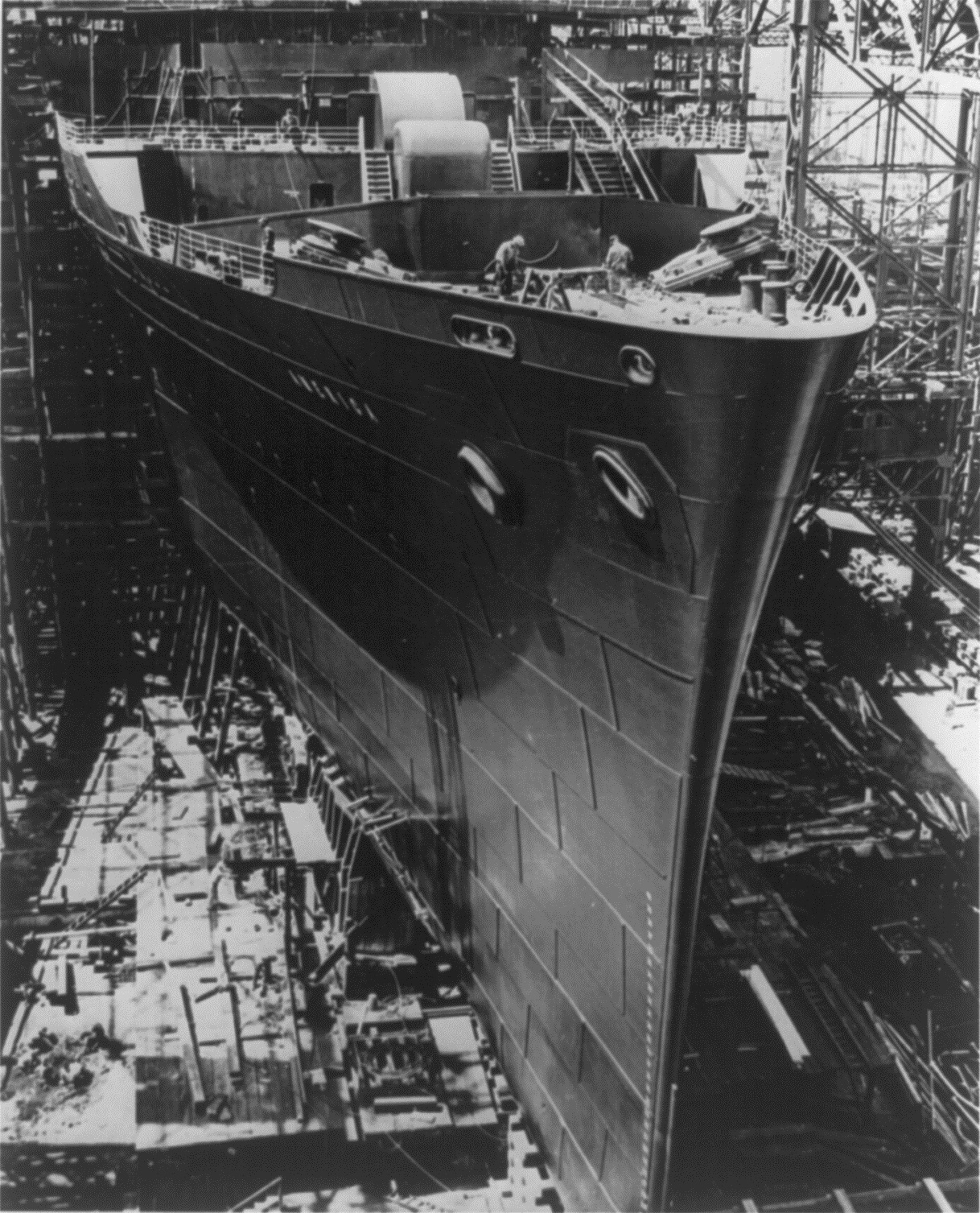
El SS America en construcción

Fue diseñado por el afamado ingeniero naval estadounidense William Francis Gibbs, de la firma Gibbs & Cox, construido para la compañía United States Lines y patrocinado por la primera dama estadounidense, Eleanor Roosevelt. Su construcción fue realizada a base de bronce y aluminio. Navío de modernas líneas y casi gemelo del SS United States, no resultó sin embargo tan veloz como este último, faltándole más de diez nudos para homologarlo. Lo propulsaban dos turbinas de vapor que desarrollaban una potencia de 34 000 caballos y obtenían una velocidad máxima de 24,5 nudos. Medía 220,8 metros de eslora y 28,7 metros de manga. Desplazaba 35 440 toneladas, con una capacidad de 1046 pasajeros y una tripulación de 643 hombres. Fue bautizado por Eleanor Roosevelt el 31 de agosto de 1939, ante 30 000 espectadores. Sin embargo, debido a la Segunda Guerra Mundial, el viaje inaugural fue pospuesto al 10 de agosto de 1940.

## Segunda Guerra Mundial

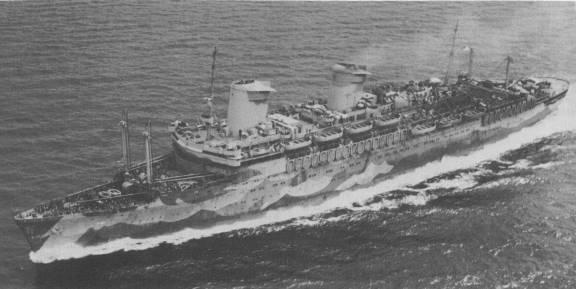
El SS America pintado con marcas de camuflaje en su tiempo como navío de guerra

Reconvertido a causa de la Segunda Guerra Mundial, fue reclutado y rebautizado como USS Westpoint en 1941. Tenía espacio para transportar a 8000 soldados. El 15 de junio de 1941 tocó el océano en su nueva etapa; de 1941 a 1945 realizó unos 60 viajes de traslado, contabilizándose 483 000 soldados evacuados y 350 000 millas recorridas. Al terminar la guerra el buque fue devuelto a sus propietarios.

## Posguerra
Después de la guerra fue restaurado y restituido con su lujo original. El 14 de diciembre de 1946 realizó su verdadero viaje inaugural; el recorrido se llevó a cabo entre Nueva York-Cobh-El Havre y Southampton. De 1946 a 1964 el buque cruzó el océano Atlántico varias veces, hasta que los aviones comerciales fueron desplazando gradualmente a los cruceros. Finalmente, en 1964, fue retirado del servicio.
La naviera griega Chandris Lines lo adquirió en octubre de 1964 y lo rebautizó como SS Australis. Fue modernizado, ampliado y puesto en servicio para transportar a emigrantes y turistas. En esta nueva etapa tenía capacidad para 2300 pasajeros. Realizó su primer viaje en 1965 y transportó a un total de 300 000 pasajeros. Fue sucesivamente vendido y rebautizado como SS Italis y SS Alferdoss, dejándolo sin mantenimiento por espacio de 16 años, lapso en que sus máquinas se tornaron inservibles.

## Último año
En 1993, en el puerto griego de El Pireo, el barco estaba fuera de servicio por el mal estado de sus máquinas; sus reparaciones resultaban onerosas respecto al valor del navío. En 1993 fue comprado por un armador tailandés por dos millones de dólares para reconvertirlo en hotel flotante de lujo en Bangkok; para ello, fue nuevamente rebautizado como American Star. Para su traslado fue tomado a remolque por un remolcador oceánico ucraniano.

## Naufragio
Sufrió una fuerte tormenta el 15 de enero de 1994 en Canarias, cuando era remolcado por el barco ucraniano Neftegaz 67, con sus hélices ya desmontadas y colocadas en la cubierta. Debido a la tormenta y a negligencias, el remolcador cortó el cable y el American Star quedó a la deriva. Tres días más tarde, tras varias descoordinaciones entre los intereses implicados, el buque encalló definitivamente en la playa de Garcey, municipio de Pájara, en la costa oeste de Fuerteventura. Cuarenta y ocho horas después —mientras los propietarios, la empresa de remolcadores y la aseguradora discutían sin ponerse de acuerdo sobre qué medidas se debían tomar—, el buque se partía en dos por los embates marinos. 
El 6 de julio se declaró la pérdida total del barco. Cuando la Guardia Civil retiró el cerco, el casco fue víctima de saqueos por parte de los lugareños, que se hicieron con toda clase de elementos y accesorios. El naufragio constituyó un auténtico atractivo turístico. 
Después de partirse en dos, la mitad de popa se hundió definitivamente en el océano. La otra mitad, la de proa, permaneció en la playa reconocible y era conocida como un barco fantasma. En 2007, la proa se destruyó definitivamente.
En 2013, el pecio ya no era visible en Google Maps.

## Galería

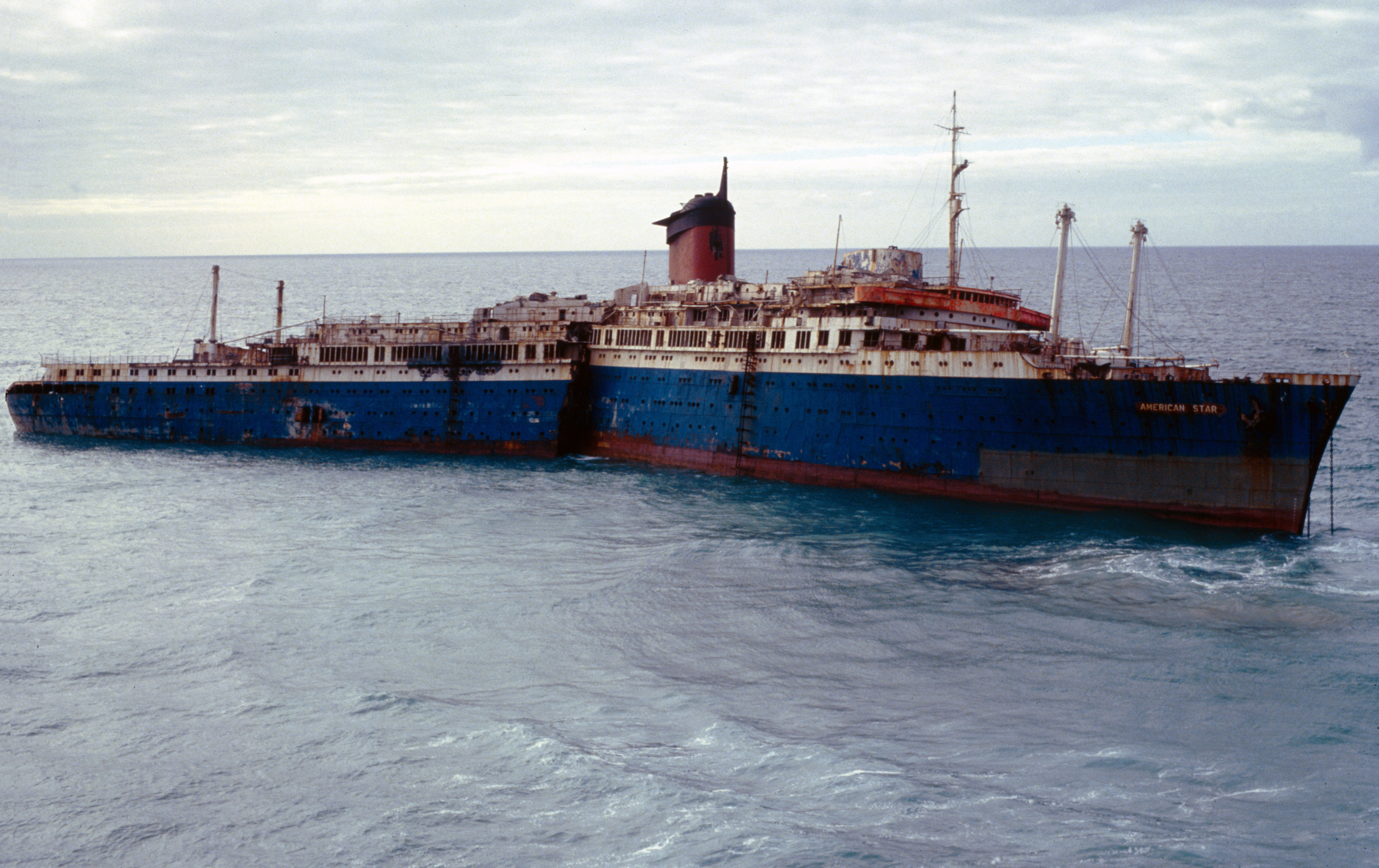
Estado del barco el 8 de marzo de 1995
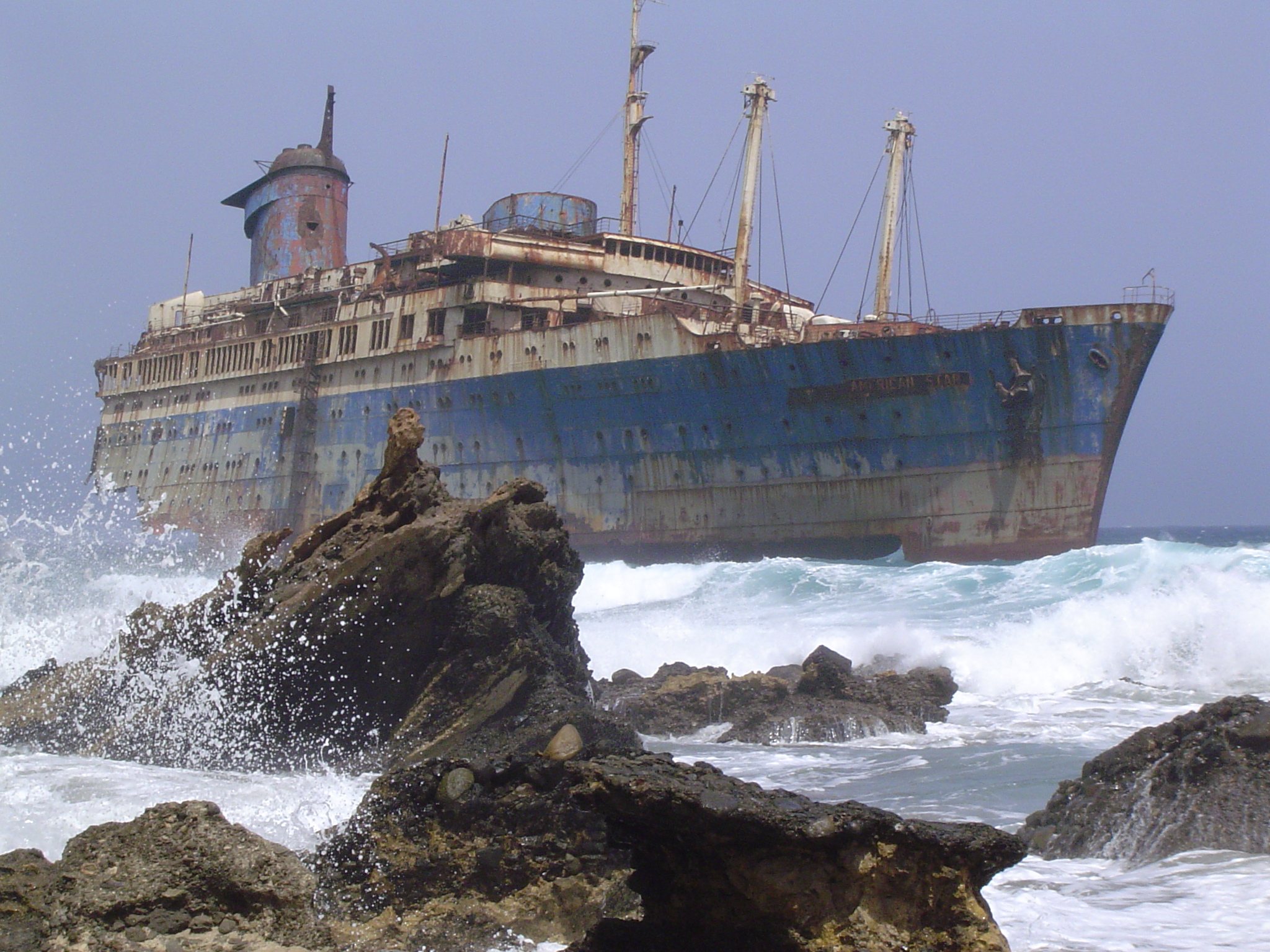
El American Star en 2004, 10 años después del accidente
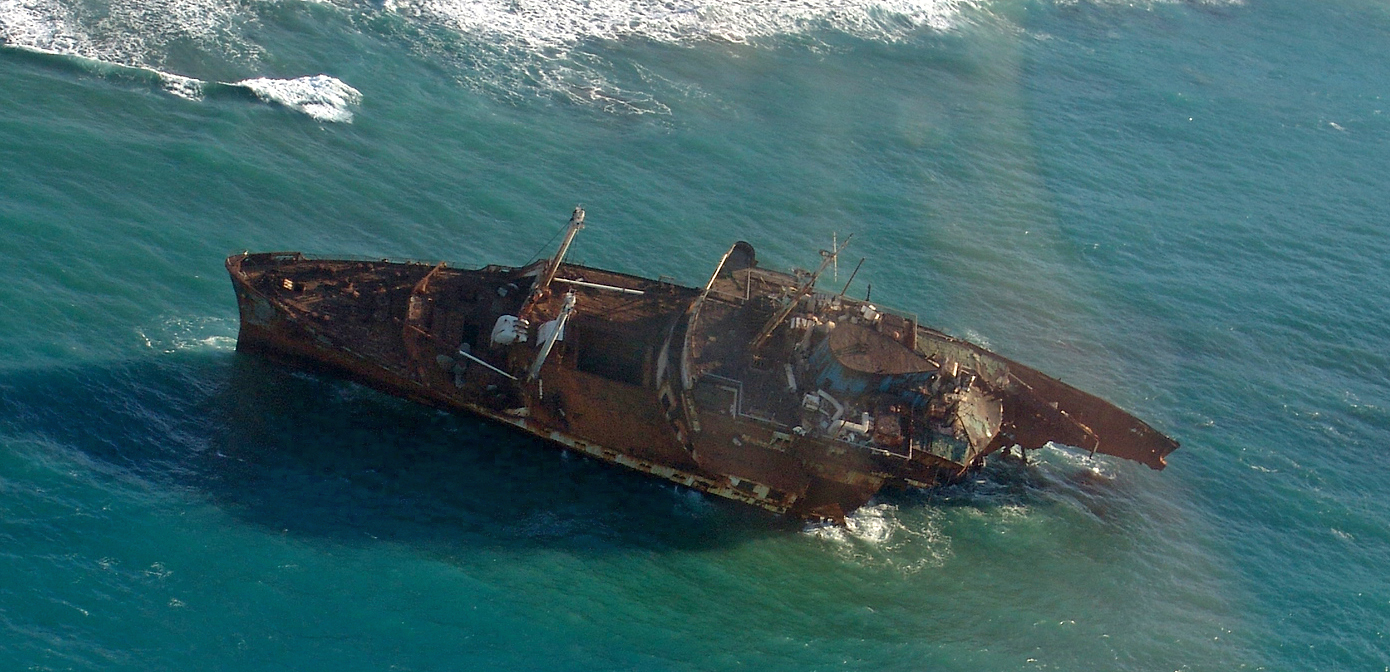
El American Star desde el cielo (diciembre de 2005)
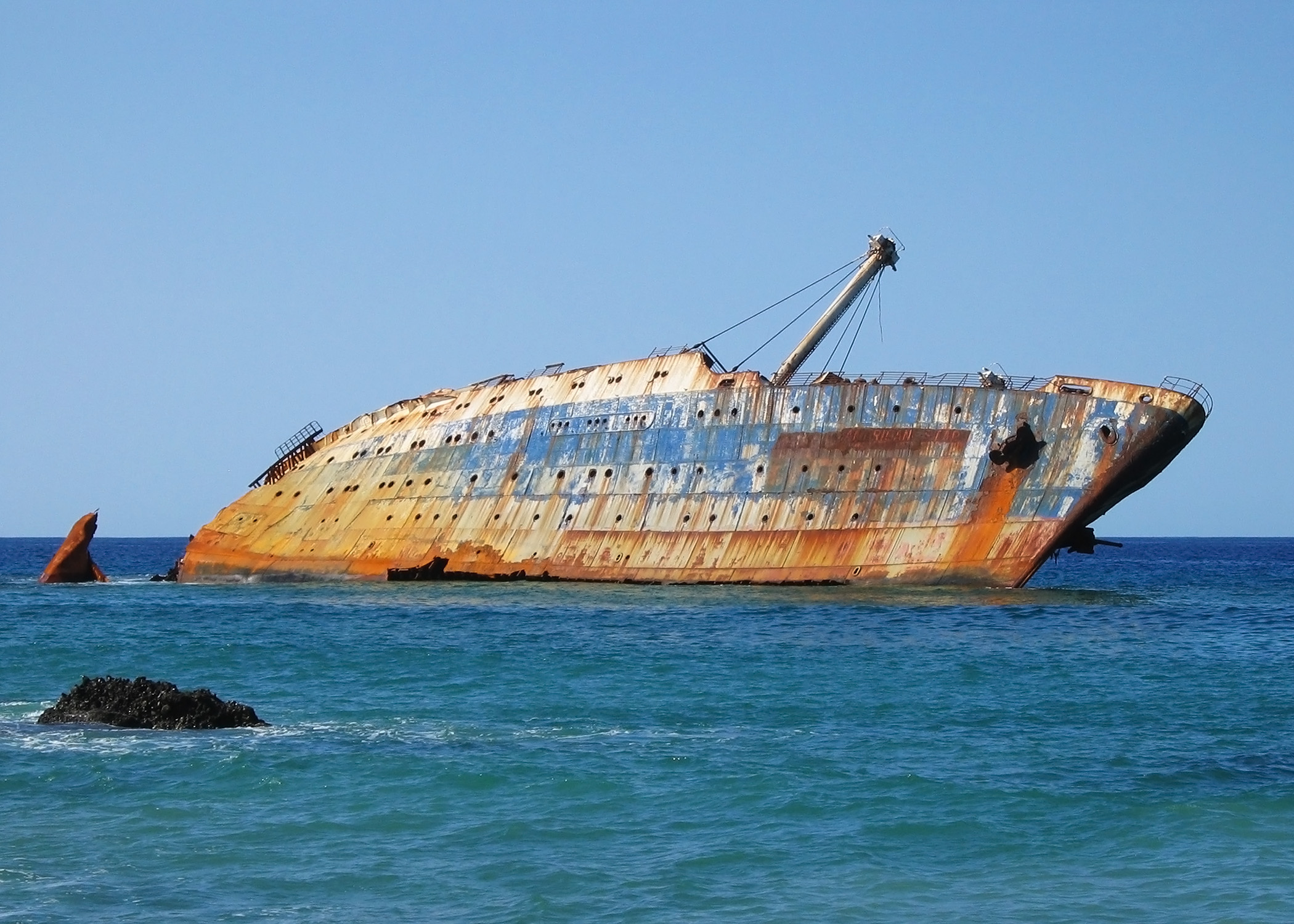
El American Star en 2006, cuando una tormenta lo hizo inclinarse a babor
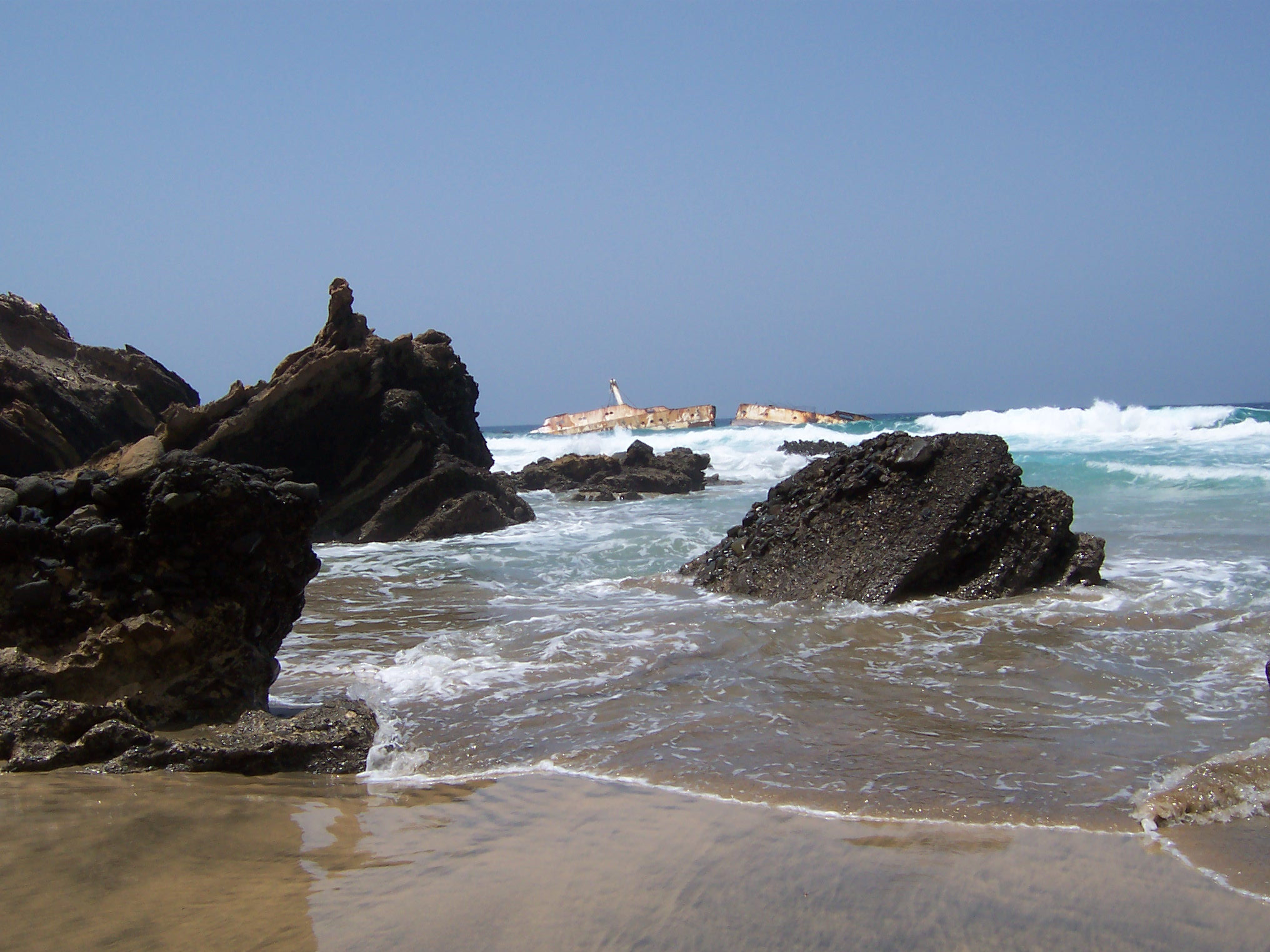
Restos del American Star en 2007
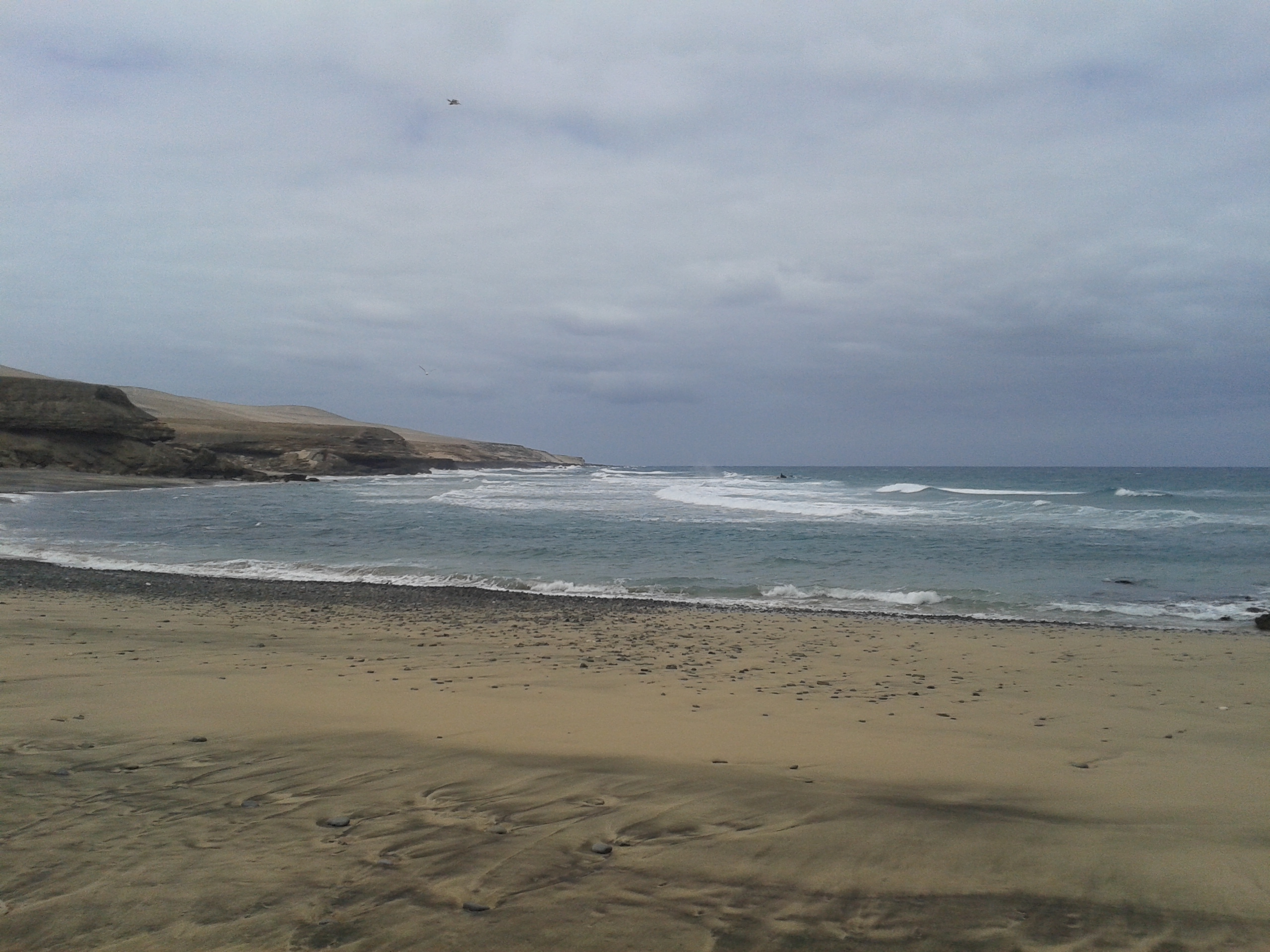
Restos del American Star en 2013. Prácticamente no queda nada en pie